# 1299-1290 v.Chr.
De jaren 1299-1290 v.Chr. (van de christelijke jaartelling) zijn een decennium in de 13e eeuw v.Chr..

## Gebeurtenissen

### Europa
- 1299 v.Chr. - In Nederland wordt een juweel gevonden, "het halssnoer van Exloo".

### Israël
- 1299 v.Chr. - De tijd van Mozes tot ± 1250 v.Chr. De wetten van Israël dateren volgens de Bijbel uit deze tijd.

### Klein-Azië
- 1299 v.Chr. - Koning Mursili II behaalt in Syrië een overwinning op de Egyptenaren. Farao Seti I lijdt zware verliezen.
- 1295 v.Chr. - Muwatalli II (1295 - 1272 v.Chr.) volgt zijn vader Mursili II op als koning van de Hettieten.

### Egypte
- 1292 v.Chr. - Farao Seti I onderwerpt in een tweede veldtocht Palestina tot aan de stad Kadesh.
- 1291 v.Chr. - De Tehenoe vallen vanuit het westelijke woestijngebied Egypte binnen.
- 1290 v.Chr. - Koning Ramses II (1290 - 1224 v.Chr.) de derde farao van de 19e dynastie van Egypte.

### Griekenland
- 1290 v.Chr. - Koning Oedipus (1290 - 1276 v.Chr.) regeert over Thebe.

<< · 1299-1290 · 1289-1280 · 1279-1270 · 1269-1260 · 1259-1250 · 1249-1240 · 1239-1230 · 1229-1220 · 1219-1210 · 1209-1200 · >>